# LazarBeam
兰南·伊科特（英語：Lannan Eacott）（1994年12月14日—）网名LazarBeam更为人熟知，是一名澳大利亞的YouTuber，专业游戏玩家和网络红人，主要以他的电子游戏评论视频、喜剧即兴发挥和网络模因而闻名。
2014年，Eacott在家族的建筑企业工作时开始制作拆毁建筑的慢动作视频。在2015年，他注册了现在的YouTube频道。此后，Eacott主要发布各种电子游戏的第一人称视角游戏视频和挑战视频。随着频道的发展，他的视频内容和风格多样化，包括更多vlog和喜剧风格的视频。他在2018年开始发布《堡垒之夜：空降行动》的视频后，人气大幅增长。他的频道在2019年的播放量达到20亿次。2019年12月，Eacott被公认为YouTube当年播放量排行第八的内容创作者。
截至2021年4月，他的两个YouTube频道的订阅总数已超过2100万，播放量超过70亿次，他的主频道是澳大利亚第三多订阅数和播放量的频道。

## 职业生涯
Eacott在15岁时从高中辍学，开始为家里的建筑事业工作。他最初开始在YouTube上以“CrushSlash”为频道名发布拆除的慢动作视频。在他的录像设备被盗后，他于2015年1月4日注册了YouTube频道“LazarBeam”，取了他以前的RuneScape角色的名字。Eacott专注于第一人称视角游戏视频和挑战视频，其中以Madden NFL游戏系列居多。当他在2018年开始游玩《堡垒之夜：空降行动》时，他的频道人气大幅增长。2018年9月18日，Eacott被宣布将与其他澳大利亚游戏名人一起成为娱乐集体Click（也称为Click Crew）成立时的一员。
2019年4月，他的频道达到1000万订阅，成为第二个达到这一里程碑的澳大利亚游戏内容创作者。截至2019年7月，Eacott是YouTube上《堡垒之夜》订阅量第三大的直播主，拥有1080多万订阅和超过70亿的视频播放量。但Eacott和其他直播主一样，反对堡垒之夜在2019年8月发布的第十赛季，此赛季引入了“B.R.U.T.E”——一套带有导弹发射器和巨型火枪的机械服。这一更新被他描述为“过于强大，影响游戏平衡”。因此，Eacott制作的《我的世界》视频开始增加，但他同时也支持一个削弱机械服能力的更新。2019年10月，该游戏发布了第二章，此后Eacott的视频焦点更加远离了《堡垒之夜》；据称是因为他对这次缺乏内容的更新感到失望。
2019年10月，Eacott宣布他将会在2020年的电影《失控玩家》中与Ninja和Jacksepticeye一同出现。12月，Eacott在2019年的YouTube年度回顾系列中被公认为当年播放量第八多的内容创作者，他在当年共有20亿次播放。为此，商业内幕将他描述为“以他的即兴喜剧和网络迷因的使用而出名”。他们也提到了Eacott的视频剪辑“使用了放大和拼接图片的技术来突出他的反应”。
2020年1月13日，有消息称，Eacott和澳大利亚YouTuber Elliott“Muselk”Watkins与YouTube签订协议，在该平台上直播；他以前一直在Twitch直播。Eacott和Watkins为庆祝这一宣布，进行了12小时的现场直播，并为正在进行的澳大利亚丛林大火救援工作筹集资金，并筹集了10万澳元。在当月初，Eacott，Watkins和Click的其他成员为丛林大火的救援工作直播了36个小时，筹集了超过30万澳元。Eacott已和Rooster Teeth合作，由Click的管理和奋进公司代表。
2020年6月，在《堡垒之夜》的赛季末直播“The Device”中，Eacott的直播最高达到90万在线观众。7月，Click宣布他们将“在可预见的未来停止拍摄（合作）视频”，因为成员们希望“花时间制作（自己的）内容”。12月，Eacott被YouTube列为2020年第九名“顶级创作者”，当年播放量第六多的游戏创作者和顶级直播主之一（按照观众评定）。
2021年3月，作为《堡垒之夜》皮肤系列的一分子，Eacott收到了他专属的《堡垒之夜》游戏皮肤。

## 个人生活
Eacott有两个弟弟和一个妹妹. 他的妹妹Tannar有一个YouTube频道，该频道拥有超过100万订阅者。2019年初，Eacott在前臂上纹了“code lazar”（他的《堡垒之夜》游戏内购的唯一标识）。Eacott害怕老鼠。

## 电影业
| 年份 | 标题         | 角色   | 注释       | Ref.   |
| ---- | ------------ | ------ | ---------- | ------ |
| 2015 | 《雷射戰隊》 | —      | 执行制作人 | [ 44 ] |
| 2021 | 《失控玩家》 | 他本人 | 后期制作   | [ 23 ] |

## 奖项和提名
| 年份 | 奖项   | 分类           | 结果 | Ref.          |
| ---- | ------ | -------------- | ---- | ------------- |
| 2020 | 肖蒂奖 | Best in Gaming | 提名 | [ 45 ] [ 46 ] |